# ゼンツァーノの花祭り

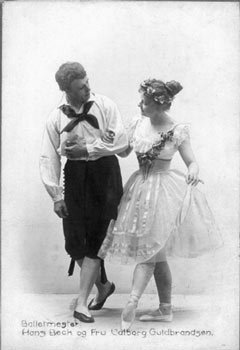
Hans BeckとValborg Borchsenius、1900年

ゼンツァーノの花祭り（丁: Blomsterfesten i Genzano、ジェンツァーノの花祭りとも）は、1858年にデンマークで初演された全1幕のバレエ作品である。現在では、この作品の中のパ・ド・ドゥがよく知られている。

## 概要
初演は1858年12月19日に、コペンハーゲンのデンマーク王立劇場で、エドヴァルド・ヘルステッド、ホルガー・シモン・パウリなどの音楽、オーギュスト・ブルノンヴィル台本・振付により上演された。ヒロイン、ローザはJulie Price、彼女の恋人、パオロはハラルド・シャーフ（en: Harald Scharff、1836年 - 1912年） が踊った。
作品全体の上演は1929年までで、その後デンマーク王立バレエ団のレパートリーから外れていたが、1949年にハラルド・ランダー（en:Harald Lander、1905年 - 1971年）が再上演した。
この作品のパ・ド・ドゥは、ブルノンヴィル・スタイルの好例として、バレエコンクールの課題曲に取り上げられたり、バレエコンサートなどで頻繁に上演されたりしている。

## あらすじ
舞台は19世紀初頭のイタリア、ゼンツァーノの街。この地で催される花祭りを舞台に、パオロとローザという一組の若い恋人に一人の盗賊が絡み、恋と試練の話が繰り広げられる。

## 音楽
パ・ド・ドゥ部分を作曲したのはデンマークの作曲家エドヴァルド・ヘルステッド（Edvard Mads Ebbe Helsted、1816年12月8日 - 1900年3月1日）というのが定説だったが、実際の作曲者は、オーストリアの作曲家 マティアス・シュトレビンガー（Matthias Strebinger、1807年 - 1874年）である。1856年にウィーンのケルントナートーア劇場でブルノンヴィルが『ナポリ』を上演した際、3幕にこの曲を使ったパ・ド・ドゥを取り入れたという。
ブルノンヴィルはその後、この曲を『ゼンツァーノの花祭り』全幕に加え、パウリに編曲を任せた。

## パ・ド・ドゥ
パ・ド・ドゥの導入部は、ヴァイオリン独奏で始まり、ポルカ風の部分が続く。アダージョの後は男性の躍動的なヴァリアシオンで、この曲はジョゼフ・マジリエ振付、アドルフ・アダン作曲のバレエ『Le Diable à Quatre』（1845年）からのワルツである。次に女性のヴァリアシオンが続き、もう一度男性がヴァリアシオンを踊り、二人揃ってのコーダで終結する。
グラン・パ・ド・ドゥである。

## DVD
- パ・ド・ドゥの花束　アメリカン・バレエ・ガラ（1984年）：デンマーク王立バレエ団に所属していたリンダ・ヒンドバーグ（Linda Hindberg） とアーネ・ヴィラムセン（Arne Villumsen）が踊るこの作品が収録されている。